# Celtic Angel
Celtic Angel is een Belgisch bier. Het bier wordt door De Proefbrouwerij gebrouwen in opdracht van Brouwerij Serafijn, gevestigd te Itegem. Celtic Angel is een amberkleurig bier van hoge gisting met een alcoholpercentage van 6,2%.